# Bligo (Candi)
Bligo is een bestuurslaag in het regentschap Sidoarjo van de provincie Oost-Java, Indonesië. Bligo telt 5667 inwoners (volkstelling 2010).